# Ivan Močinić
Ivan Močinić és un futbolista croat que juga actualment per al HNK Rijeka de la lliga croata de futbol.